# Brasília FC
Brasília FC is een Braziliaanse voetbalclub uit de hoofdstad Brasilia. Het is de oudste profclub van de stad.

## Geschiedenis
De club werd in 1975 opgericht als Brasília Esporte Clube. Ze werden acht keer kampioen van het staatskampioenschap, de laatste keer in 1987. In 1999 werd de naam Brasília FC aangenomen en kwam er een nieuwe logo. De club nam ook de kleuren geel en blauw aan, maar in 2002 werden terug de originele rode clubkleuren aangenomen. In 2017 degradeerde de club uit de hoogste klasse van de staatscompetitie.

## Erelijst
Campeonato Brasiliense
1976, 1977, 1978, 1980, 1982, 1983, 1984, 1987
Copa Verde
2014